# Beth Labson Freeman
Beth Ann Labson Freeman (Washington, 21 novembre 1953) è una giudice statunitense. Dal febbraio 2014 è giudice della Corte distrettuale degli Stati Uniti per il distretto settentrionale della California.

## Biografia
Beth Ann Labson Freeman è nata nel 1953 a Washington. Ha conseguito un Bachelor of Arts nel 1976 presso l'Università della California, Berkeley, e nel 1979 ha ottenuto la laurea in giurisprudenza presso la Harvard Law School. Tra il 1979 ed il 1981 ha lavorato presso lo studio "Fried, Frank, Harris, Shriver & Jacobson", per poi trasferirsi presso "Lasky, Haas, Cohler & Munter", dove è rimasta fino al 1983. Dal 1983 al 2001 ha lavorato come vice consigliere della contea presso l'ufficio del consigliere della contea di San Mateo. Dal 1987 è membro del Peninsula Temple Beth El, una sinagoga dell'ebraismo riformato dove, prima del 2012, ha prestato servizio alla comunità in vari incarichi ufficiali. Nel 2001 è stata nominata giudice presso la Corte Superiore della contea di San Mateo, dove ha servito fino al 2014, assumendo il ruolo di giudice presidente assistente dal 2009 al 2010 e di giudice capo dal 2011 al 2012. In qualità di giudice della contea, si è occupata di una vasta gamma di casi civili e penali.

### Servizio giudiziario federale

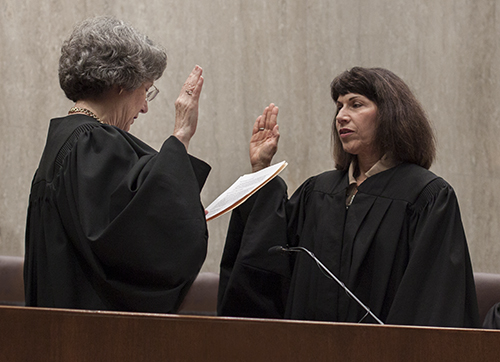
La nuova giudice distrettuale Beth Labson Freeman riceve il giuramento di ufficio dal giudice capo del distretto settentrionale Claudia Ann Wilken (24 aprile 2014)

Il 20 giugno 2013, il presidente Barack Obama ha nominato Freeman giudice distrettuale degli Stati Uniti per il distretto settentrionale della California, per un nuovo incarico creato il 3 ottobre 2011, ai sensi del 28 USC 133(b)(1), in seguito alla nomina di Jeremy Fogel a direttore del Federal Judicial Center. Il 31 ottobre 2013, la Commissione Giustizia del Senato ha inoltrato la nomina di Freeman all'intera assemblea del Senato. Conclusasi la prima sessione del 113º Congresso, la nomina di Freeman è stata restituita al Presidente Obama, che ha rinominato Freeman nel gennaio 2014. Il Comitato giudiziario del Senato ha segnalato la nomina di Freeman al Senato plenario il 16 gennaio 2014. Il 12 febbraio 2014, il leader della maggioranza del Senato Harry Reid ha presentato una mozione di chiusura per la nomina di Freeman. Il 25 febbraio 2014, il Senato degli Stati Uniti ha invocato la chiusura della discussione sulla nomina di Freeman con un voto di 56-42. La nomina di Freeman fu confermata più tardi quel giorno con un voto di 91-7. Freeman ha ricevuto la sua commissione giudiziaria il 26 febbraio 2014.

### Casi notevoli
Il 22 dicembre 2020, il giudice Freeman ha emesso un'ingiunzione a livello nazionale per bloccare l'applicazione dell'ordine esecutivo del presidente Donald Trump che vietava ai contraenti federali di formare i dipendenti su vari concetti radicati nella teoria critica della razza, dichiarando che tale ordine violava le libertà costituzionali dei gruppi LGBTQ che hanno presentato un ricorso legale. Nella sentenza, Freeman ha affermato che l'ordine di annullare i contratti di formazione su concetti quali "teoria critica della razza", "privilegio bianco", "intersezionalità", "razzismo sistemico", "posizionalità", “umiltà razziale" e "pregiudizi inconsci" era probabilmente incostituzionale.
Il 30 settembre 2022, ha emesso un'archiviazione parziale di due cause legali (consolidate in una) contro l'ordinanza sul controllo delle armi da fuoco di San Jose (che è stata emanata in risposta alla sparatoria di San Jose del 2021) con autorizzazione a modificare in parte e senza autorizzazione a modificare in parte. Il 13 luglio 2023 ha respinto nuovamente la causa consolidata con autorizzazione a modificare in parte e senza autorizzazione a modificare in parte.
Il 18 settembre 2023 ha stabilito che la capacità delle aziende di social media e tecnologia di raccogliere dati degli utenti, compresi i bambini, costituisce una forma di espressione protetta, rendendo così incostituzionale una legge della California volta a proteggere la privacy dei bambini.